# IIIMF
IIIMF (Internet Intranet Input Method Framework) はUnicodeに完全対応した多言語入力フレームワークである。日本語、中国語、韓国語やタイ語などに対応している。
かつてはFedora ProjectがFedora Core 2から標準のインプットメソッドとして採用したが、その後Fedora Core 5でSCIMがとって代わっている。
IIIMFに対応する入力エンジンはLE (Language Engine) と呼ばれる。ATOK（Linux版およびSolaris版）やWnn8といったUnix系OS向けのプロプライエタリな日本語入力ソフトウェアがLEとして実装されている。